# Drop Hammer
Drop Hammer war eine US-amerikanische Thrash-Metal-Band aus Muskegon, Michigan, die im Jahr 1989 gegründet wurde und sich 1993 wieder trennte.

## Geschichte
Die Band entstand im Jahr 1989 aus der aufgelösten Heavy-Metal-Band Steel Vengeance. Sänger Scott Carlson, Gitarrist Tracy Kerbuski und Schlagzeuger Tom Vallejo waren vorher bei Steel Vengeance tätig. Bassist Bruce Danz stieß noch zu ihnen hinzu. Zusammen entwickelten sie die ersten Lieder und veröffentlichten noch im selben Jahr das Demo Stimulation of Your Nerves. Dadurch erregten sie die Aufmerksamkeit von Red Decibel Records, die die Band unter Vertrag nahmen. Bei dem Label veröffentlichen sie im Jahr 1991 ihr erstes und einziges Album. Die Veröffentlichung verzögerte sich durch Probleme in der Distribution seitens Red Decibel. Mit Hilfe von Metal Blade Records und Warner Music Group wurde das Album dann veröffentlicht. Ein Musikvideo zu Mind and Body wurde zudem mit Hilfe von Warner veröffentlicht. Aufgrund des nachlassenden Interesses an Thrash Metal Anfang der 1990er Jahre und der fehlenden Unterstützung durch das Label löste sich die Band im Jahr 1993 wieder auf.

## Diskografie
- 1989: Stimulation of Your Nerves (Demo, Eigenveröffentlichung)
- 1990: Electric Skies (Single, Red Decibel Records)
- 1991: Mind and Body (Album, Red Decibel Records)